# Mathematical Association of America
La Asociación Matemática de América (MAA) es una sociedad profesional que está dedicada a los intereses de la investigación y patrocinio de las matemáticas. Los miembros incluyen universitarios, universidad, y profesores de instituto; licenciados y alumnos de pregrado. Se centran en el estudio de las matemáticas puras y aplicadas; vinculando científicos de la computación; estadísticos; y muchos otros en academia, gobierno, negocio, e industria.
Fundada en 1915 su edificio principal se encuentra ubicado en el #1529 de la Calle 18.ª, en Washington, D.C.. La organización publica revistas de matemática y libros, incluyendo el American Mathematical Monthly (1894, Benjamin Finkel), posiblemente la revista de matemática más ampliamente leída en el mundo según registros en JSTOR.

## Publicaciones
La asociación publica múltiples revistas, entre ellas:
- La American Mathematical Monthly, apuntado en una amplia audiencia desde alumnos de pregrado hasta investigadores de diversas ramas de la matemática.
- Mathematics Magazine, destinada a profesores de la carrera de matemática, especialmente en el nivel "junior-senior" (entre el tercer y el último año).
- The College Mathematics Journal destinada también a profesores de la carrera de matemática, pero en especial para estudiantes de primer y segundo nivel.
- Math Horizons apunta a estudiantes de pregrado en general.
- MAA FOCUS es el Boletín informativo para los miembros de la sociedad.

La Asociación publica un recurso en línea, Ciencias Matemáticas Biblioteca Digital (Math DL). El servicio lanzado en 2001 para revistas solo-en-línea: Journal of Online Mathematics and its Applications (JOMA) y un conjunto de herramientas para la enseñanza, Recursos de Aula Digital (Digital Classroom Resources), seguidos en 2004 por Convergence, revistas solo-en-línea de historia, y en 2005 por MAA Reviews', un servicio de reseña de libros en línea, y Classroom Capsules and Notes, un conjunto de notas de aula.

## Competiciones
El MAA patrocinadores competiciones numerosas para estudiantes, incluyendo el William Lowell Putnam examen para estudiantes, las "online In-ter-stel-lar competition series", y las Competiciones de Matemática americanas (AMC) para alumnos de enseñanza media y superior.
Esta serie de competiciones es como sigue:
- AMC 8, un examen de elección múltiple (25 preguntas, 40 minutos)

- AMC 10/AMC 12, un examen de elección múltiple (25 preguntas, 75 minutos)
- AIME American Invitational Mathematics Examination, un examen de respuesta corta (15 preguntas, 3 horas)
- USAMO/USAJMO, olimpiadas formadas por 6 preguntas a responder en 2 días - 9 horas

A través de este programa, el alumnado excepcional está identificado e invitado para participar en Mathematical Olympiad Program. Finalmente, seis alumnado de instituto está escogido para representar los EE. UU. en la Olimpiada Internacional de Matemática.

## Secciones
El MAA está compuesto del siguientes veintinueve secciones regionales:
Allegheny Mountain, EPADEL, Florida, Illinois, Indiana, Intermountain, Iowa, Kansas, Kentucky, Luisiana/Misisipi, MD-DC-VA, Metro New York, Míchigan, Misuri, Nebraska – SE SD, New Jersey, North Central, Northeastern, Northern CA – NV-HI, Ohio, Oklahoma-Arkansas, Pacific Northwest, Rocky Mountain, Seaway, Southeastern, Southern CA – NV, Southwestern, Texas, Wisconsin

## Premios y premios
El MAA distribuye muchos premios, incluyendo el Chauvenet Premio y el Carl B. Allendoerfer, Trevor Evans, Lester R. Ford, George Pólya, Merten M. Hasse, Henry L. Alder Y premios de Premio de Libro de Euler.

## Afiliaciones
El MAA es uno de los cuatro socios en el Tablero de Política de la Junta para Matemáticas (JPBM, http://www.jpbm.org/index.html Archivado el 8 de octubre de 2007 en Wayback Machine.), y participa en el Tablero de Conferencia de las Ciencias Matemáticas (CBMS, http://www.cbmsweb.org/), una organización de paraguas de dieciséis sociedades profesionales.

## Inclusión

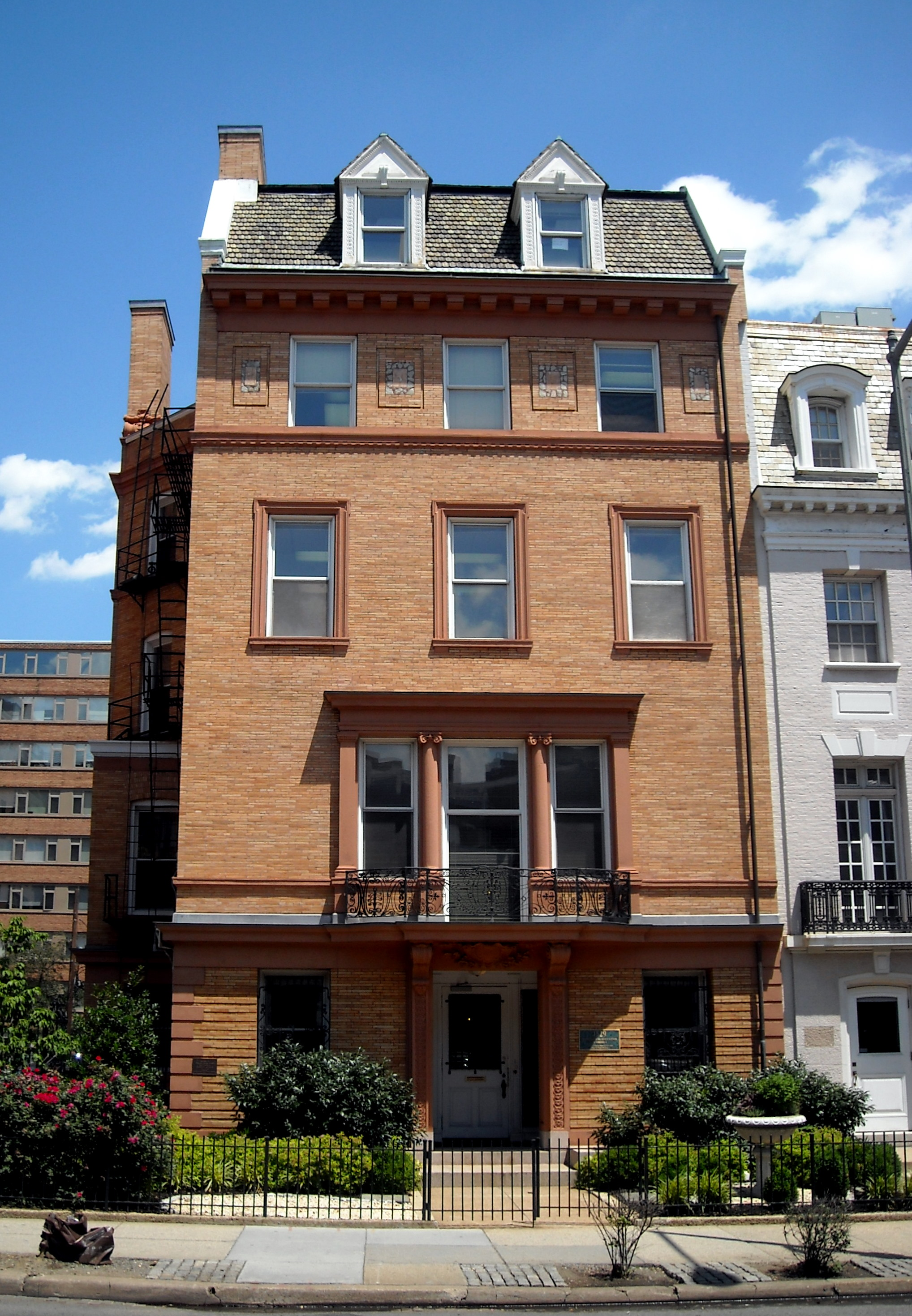
MAA Sede en Washington D. C.

El MAA tiene para un tiempo largo siguió una política estricta de inclusión y no-discriminación.
En periodos anteriores estuvo sujeta a los mismos problemas de discriminación extendidos a través de los Estados Unidos. Uno incidente notorio en un del sur-oriental sectional reunión en Nashville en 1951 ha sido documentado por el matemático y activista de derechos iguales Lee Lorch, quién recientemente recibió el honor más alto del MAA para servicios señalados a matemática. Reproducimos a continuación un fragmento de la cita entregada en el 2007 MAA presentación de premios, donde Lorch recibió una ovación:
"Lee Lorch, la silla del departamento de matemática en Fisk Universidad, y tres colegas Negros, Evelyn Boyd (ahora Granville), Walter Brown, y H. M. Holloway Vino a la reunión y era capaz de atender las sesiones científicas. Aun así, el organizador para el banquete de encierro rechazó a honor las reservas de estos cuatro matemáticos. (Letras en Ciencia, agosto 10, 1951, pp. 161@–162 #período fuera de los detalles). Lorch Y sus colegas escribieron a los cuerpos de gobernar del AMS y MAA buscando bylaws en contra discriminación. Bylaws No fue cambiado, pero políticas no discriminatorias estuvieron establecidas y ha sido estrictamente observado desde entonces."
La primera presidente de mujer de la Asociación era Dorothy Lewis Bernstein (1979@–1980).